# گرمانتون (کارولینای شمالی)
گرمانتون (به انگلیسی: Germanton) یک محدوده ثبت‌نشده در شهرستان‌های فورسایت و استوکس ایالت کارولینای شمالی کشور ایالات متحده آمریکا است که جمعیت آن در سرشماری سال ۲۰۱۰ میلادی، ۸۲۷ نفر بوده‌است.